# Catalonia Open 2023
Il Catalonia Open 2023 è stato un torneo femminile di tennis giocato sui campi in terra rossa. È stata la 1ª edizione del torneo, facente parte della categoria WTA 125. Si è giocato al Club Tennis Reus Monterols di Reus in Spagna dal 1º al 7 maggio 2023.

## Partecipanti al singolare

### Teste di serie
| Nazionalità | Giocatrice      | Ranking* | Testa di serie |
| ----------- | --------------- | -------- | -------------- |
| Svizzera    | Jil Teichmann   | 30       | 1              |
| Romania     | Sorana Cîrstea  | 44       | 2              |
| Stati Uniti | Lauren Davis    | 56       | 3              |
| Cina        | Wang Xinyu      | 60       | 4              |
|             | Anna Blinkova   | 64       | 5              |
| Italia      | Jasmine Paolini | 68       | 6              |
| Stati Uniti | Caty McNally    | 69       | 5              |
| Francia     | Alizé Cornet    | 71       | 6              |

* Ranking al 24 aprile 2023.

### Altre partecipanti
Le seguenti giocatrici hanno ricevuto una wild card per il tabellone principale:
- Aliona Bolsova
- Irene Burillo Escorihuela
- Sorana Cîrstea
- Carlota Martínez Círez
- Leyre Romero Gormaz
- Jil Teichmann

Le seguenti giocatrici sono passate dalle qualificazioni:
- Ėrika Andreeva
- Emiliana Arango
- Ángela Fita Boluda
- Elizabeth Mandlik

### Ritiri
- Kateryna Baindl → sostituita da  Sara Sorribes Tormo
- Sara Errani → sostituita da  Ylena In-Albon
- Anna Kalinskaja → sostituita da  Dajana Jastrems'ka
- Rebecca Marino → sostituita da  Arantxa Rus
- Rebeka Masarova → sostituita da  Moyuka Uchijima
- Rebecca Peterson → sostituita da  Mirjam Björklund
- Alison Riske-Amritraj → sostituita da  Clara Tauson
- Mayar Sherif → sostituita da  Marina Bassols Ribera
- Wang Xiyu → sostituita da  Nadia Podoroska

## Partecipanti al doppio

### Teste di serie
| Nazione   | Giocatrice     | Nazione       | Giocatrice     | Rank1 | Seed |
| --------- | -------------- | ------------- | -------------- | ----- | ---- |
| Australia | Storm Hunter   | Australia     | Ellen Perez    | 27    | 1    |
| Cile      | Alexa Guarachi | Nuova Zelanda | Erin Routliffe | 78    | 2    |
| Giappone  | Miyu Katō      |               | Jana Sizikova  | 88    | 3    |
| Spagna    | Aliona Bolsova | Kazakistan    | Anna Danilina  | 91    | 4    |

* Ranking al 24 aprile 2023. 

## Campionesse

### Singolare
Sorana Cîrstea ha sconfitto in finale  Elizabeth Mandlik con il punteggio di 6–1, 4–6, 7–6(1).

### Doppio
Storm Hunter /  Ellen Perez hanno sconfitto in finale  Alexa Guarachi /  Erin Routliffe con il punteggio di 6–1, 7–6(8).